# エレーナ・ロマノワ
エレーナ・ロマノワ（Yelena Nikolaevna Romanova、ロシア語: Елена Николаевна Романова、1963年3月20日 - 2007年1月27日）は、旧ソビエト連邦(ロシア)の陸上競技選手。1992年バルセロナオリンピック女子3000mの金メダリストである。ヴォロネジ州ネスチェンスコエ出身。

## 主な実績
| 年   | 大会                       | 場所                         | 種目         | 結果 | 記録     |
| ---- | -------------------------- | ---------------------------- | ------------ | ---- | -------- |
| 1990 | 世界クロスカントリー選手権 | エクス＝レ＝バン（フランス） | ロングコース | 3位  | 19:33    |
| 1990 | ヨーロッパ陸上選手権       | スプリト（ユーゴスラビア）   | 3000m        | 2位  | 8:43.68  |
| 1990 | ヨーロッパ陸上選手権       | スプリト（ユーゴスラビア）   | 10000m       | 1位  | 31:46.83 |
| 1991 | 世界陸上選手権             | 東京（日本）                 | 3000m        | 2位  | 8:36.06  |
| 1992 | オリンピック               | バルセロナ（スペイン）       | 3000m        | 1位  | 8:46.07  |

## 自己ベスト
- 1500m - 4分00秒91 (1992年)
- 3000m - 8分30秒45 (1988年)
- 5000m - 14分59秒70 (1991年)
- 10000m - 31分46秒83 (1990年)